# 斯圖爾特島
斯圖爾特島（英語：Stewart Island）是紐西蘭的第三大島，位於南島南方大約30公里，與南島相隔福沃海峽遙望因沃卡格爾的布拉夫港（Bluff）。這座東西寬約四十公里，人口不到五百人的島嶼，之所以吸引人，就在於其天然粗獷的自然環境——由於地處偏遠，又有海峽阻隔，雖然不見雄偉的自然奇景，但對喜好寧靜，熱愛荒野的人而言，斯圖爾特島上原始的森林和未受破壞的海岸線，卻能讓人感受到離群索居，遺世獨立的蒼茫。
斯圖爾特島曾因作為捕鯨基地而名噪一時，現今則以保育工作為傲，此地過去雖也和紐西蘭其他地方一樣，因引進外來的哺乳動物而造成本土鳥類的滅絕，但當人們察覺到自然生態的可貴之後，已開始著手彌補過去無節制掠奪資源的錯誤，目前島上除了有許多海鳥棲息，也有黃眼企鵝及小藍企鵝等，而陸地上種類繁多的鳥類，更使斯圖爾特島成為賞鳥人士的天堂。

## 歷史與名稱
庫克船長是第一位發現此島的歐洲探險家，但他以為此島和南島連在一起，因此他在1770年將之命名為「南岬」，斯圖爾特島現在的名稱是為紀念威廉·斯圖爾特船長，一位捕鯨/海豹人，他在1809年第一個正確繪出此島海圖。
原始的毛利名Te Punga o Te Waka a Maui，顯示此島在毛利神話中有重要地位，意思是「毛伊的獨木舟之錨石」，神話中毛伊和他的船員們從他們的獨木舟，南島，抓起那條大魚，北島。
Rakiura是較常用的毛利名，通常譯成「發亮的天空」，可能是指斯圖爾特島著名的夕景或是南極光，這是南緯度的奇景。
對一些人而言，Rakiura是從Te Rakiura a Te Rakitamau變化而來，意思是Rakitamau的大紅臉，意指Rakitamau最後因連續拒絕某酋長兩位女兒的求婚而感到非常羞愧，依照毛利傳說，在一個叫Te Rakitamau的島的酋長與一名年輕女人結婚後，那女人生病，臨終前懇求他在她死後娶她堂/表姐/妹，Te Rakitamau划過Te Moana Tapokopoko a Tawhiki（福沃海峽）到那位堂/表姐/妹居住的南島，結果發現她才剛結婚，他因羞愧臉紅，因此此島當時被稱為Te Ura o Te Rakitamau。

## 地理

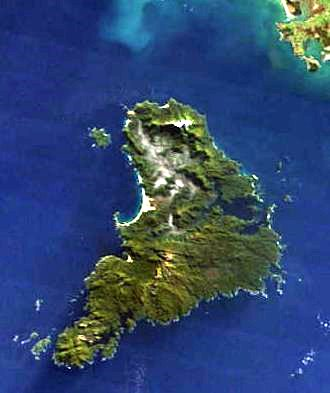
斯圖爾特島的衛星空照圖

此島面積1,746km²，島北部主要由淡水河（Freshwater River）形成的沼澤溪谷佔據，此河發源於島西北部靠近海岸的地方，向東南穿越此島流入派特森內灣（Paterson Inlet）。靠近北海岸的安格冷山（Mt Anglem）是島上最高山，高979公尺，此山是圍繞淡水溪谷山脈的山峰之一。
島南部的起伏較為一致，從同樣流入派特森內灣的拉其忽阿河（Rakeahua River）河谷南部延伸出一道山脈，最高點是艾倫山（Mt. Allen），高750公尺，島的最南端是西南角（South West Point）。
島西側的梅森灣（Mason Bay）值得注意，因為通常島嶼的長沙灘會較為崎嶇，一種說法是此地由流星撞擊而成。

## 聚居地
奧本（Oban）是島上唯一市鎮，位於半月灣（Half Moon Bay），靠近派特森內灣出海口北方。
過去的聚居地是飛馬港，此地曾發展出一些商店和一間郵局，現已無人居住，現在若要前往此地只能乘船或是徒步穿過險峻山道。

## 交通和經濟
布拉夫和奧本之間有定期渡輪，也有與因沃卡格爾機場的空中航線，飛機可降落在島上各處沙灘。
斯圖爾特島雖然有一些觀光業、林業和農業，但此地的主要產業是漁業，此島超過80%被劃入拉奇歐拉國家公園，這是紐西蘭最新設立的國家公園。

## 物種
因為與天敵隔絕，斯圖爾特島有豐富的鳥類生態，包括鴞鸚鵡、威卡秧雞、信天翁、企鵝、奇異鳥、繡眼鳥、鷦鷯、翔食雀和少見的黃頭鳥。

## 地磁異常

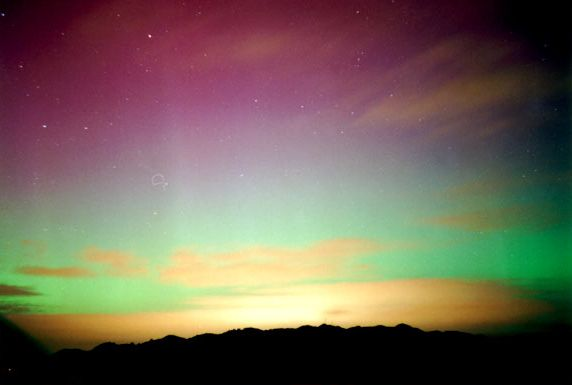
南極光，南緯41度

因為在此緯度磁場異常，此地是觀察南極光的好地點。
右圖（紅和綠）是一種典型極光現象，拍攝地點在斯圖爾特島以北大約1000公里的紐西蘭威靈頓。

## 外部連結
- Stewart Island Promotion Association （页面存档备份，存于）
- Works in Light from the Land of the Glowing Skies (Rakiura)
- Rakiura National Park
- Astronomy New Zealand by Paul Moss
- A Rainbow Of Southern Fire by John Burt （页面存档备份，存于）
- Deep South Astrophotography by Steve Voss